# Stijn Smissaert
Jhr. Alexander Constantijn Balthazar (Stijn) Smissaert (Eindhoven, 11 oktober 1959) is een Nederlands kunstschilder.

## Biografie
Smissaert is een lid van de familie Smissaert en een zoon van kunstschilder Piet Smissaert en gobelinweefster Anna Christina Troje (1931-1971). Hij volgde van 1981 tot 1985 een opleiding aan de Koninklijke Academie van Beeldende Kunsten (Den Haag). Hij was lid van de Groep Delta.